# Ramat Pashẖur
Ramat Pashẖur (hebreiska: רמת פשחור) är en platå i Israel.   Den ligger i distriktet Norra distriktet, i den norra delen av landet.